# Hannah Alligood
Hannah Alligood, född 28 juni 2003 i Birmingham i Alabama, är en amerikansk skådespelare känd för sin roll som Frankie i den FX-producerade tv-serien Better Things.
År 2015 nominerades Alligood till en Young Artist award i kategorin Kvinnlig biroll för sitt arbete som unga Margo i filmen Paper Towns. Året efter spelade hon mindre roller i två filmer, Allegiant och Miracle from Heaven. Det var också 2016 som hon provspelade för och fick Frankies  roll i Better Things. I en Apple reklamfilm för deras iPad Pro från november 2017 spelar Alligood Brooklyn bon ”scout” som använder sin iPad för saker som traditionellt brukar göras på en dator. Reklamen avslutas med att en granne undrar vad hon gör på sin dator och hon svarar ”whats a computer?”. 

## Filmografi
| År        | Titel                | Roll        | Anmärkningar      |
| --------- | -------------------- | ----------- | ----------------- |
| 2015      | Paper Towns          | Unga Margo  |                   |
| 2016      | Allegiant            | Crush Girl  |                   |
| 2016      | Miracles from Heaven | Haley       |                   |
| 2016–nu   | Better Things        | Frankie Fox | Huvudroll         |
| 2020–2021 | Chicago Med          | Anna        | Återkommande roll |